# Reformatorn
Reformatorn var en svensk tidning som  5 augusti 1888 till den 8 mars 1965 var officiellt organ för den svenska nykterhetsorganisationen IOGT. År 1965 ersattes den av den för IOGT och NTO gemensamma tidningen Accent. Tidningen föregicks av Svenska Good Templar (1880-1887).
Fullständig titeln för tidningen var vid starten IOGT Reformatorn Tidning för Sveriges Godtemplare., i slutet bara Reformatorn.

## Redaktion
Redaktionsort för tidningen var hela utgivningstiden i Stockholm utom 1887 då tidningen startade i Örebro. Organisationsanknytning  för tidningen var Sveriges storloge av international order of good templars. Periodisk bilaga Studiecirkeln  om kultur kom ut en gång i månaden torsdagar lite oregelbundet under några år. Reformatorns Familj-Journal gavs ut 1889 en gång i månaden med 8 sidor o Folio med 2-spalter i format 27 x 17cm för priset 60 öre.
| Period                 | Ansvarig utgivare                 | Period                                       | Redaktör               |
| 1887-07-27--1887-12-21 | Johansson Axel Stationsbokhållare | 1887-07-30--1887-12-22                       | Johansson Axel         |
| 1887-12-22--1888-11-29 | Skarstedt, Karl Abraham Waldemar  | 1887-12-22--1888-11-30                       | Skarstedt Waldemar     |
| 1888-11-30--1906-09-09 | Eklund, Oskar Gustaf              | 1888-11-30--1906-08-30                       | Eklund, Oskar Gustaf   |
| 1906-09-10--1910-03-11 | Björkman, Alexander (Alexis)      | 1906-09-06--1909-12-30                       | Björkman, Alexis       |
| 1910-03-12--1918-10-10 | Broomé, Gustav                    | 1910-01-07--1910-01-27                       | Eklund, Oskar Gustaf   |
| 1918-10-11--1920-07-20 | Enander, Albert Julius Mauritz    | 1910-02-03--1918-10-02                       | Broomé, Gustav         |
| 1920-07-21--1925-06-04 | Eklund, Oskar Gustaf              | 1914-10-22--1915-09-02 i redaktion till 1917 | Arthur Engberg         |
| 1925-06-05--1939-09-05 | Borgström, Andreas Sigfrid        | 1917-11-07--1918-10-02                       | Eklund, Oskar gustaf   |
| 1939-09-06--1941-06-21 | Franzén, Frans Oskar              | 1918-10-09--1920-06-30                       | Enander, Mauritz       |
| 1941-06-22--1955-11-27 | Elmgren, Sven                     | 1920-07-07--1925-02-05                       | Eklund, Oskar Gustaf   |
| 1955-12-11--1957-06-09 | Sverkman, Ernst                   | 1925-02-12--1939-08-27                       | Borgström Sigfrid      |
| 1957-06-23--1958-09-28 | Nilsson, Otto                     | 1925-02-12--1925-05-28                       | Jalmar Furuskog        |
| 1958-10-05--1963-01-20 | Östlund, Harry                    | 1928-01-07--1935-10-30                       | Jalmar Furuskog        |
| 1963-01-27--1965-03-28 | Uno, Sten                         | 1939-09-03--1939-09-24                       | Jalmar Furuskog        |
|                        |                                   | 1939-10-01--1957-05-08                       | Elmgren, Sven          |
|                        |                                   | 1955-05-29--1957-02-03                       | Sverkman, Ernst        |
|                        |                                   | 1957-02-11--1957-04-28                       | Åkermark, Bo E t.f red |
|                        |                                   | 1957-05-05--1958-09-28                       | Nilsson, Otto          |
|                        |                                   | 1958-10-05--1962-09-16                       | Östlund, Harry         |
|                        |                                   | 1962-09-23--1965-03-28                       | Uno, Sten              |

## Tryckning
Förlaget för tidningen hette 1923 till 1956 Oskar Eklunds bokförlag och tryckeriaktiebolag i Stockholm,  sedan 1956 till 1965 Eklunds & Vasatryck förlagsaktiebolag också i Stockholm. Tryckt i Örebro hos G. Blomqvist och sedan i Stockholm på Oscar Eklunds boktryckeri t. o. m. 25 april  1893 och därefter hos Janse & C:o i Stockholm osäkert när tidningen återvände till Eklunds.. Tryckeri  för tidningen var 1900-1962 Oscar Eklunds boktryckeri i Stockholm, sedan åren 196 till 1965 Eklunds & Vasatryck i Stockholm. Tidningen trycktes i svart till 1954-12-31 och sedan 1955 till 1956 i Svart + 1 färg och slutligen 1957 till 1965 i  Svart + 2färger. Tidningens typsnitt var antikva, Satsytan var inledningsvis stort tidningsformat. Utgivningsfrekvens var en gång i veckan. Till 1916 på torsdagar, sedan till  1922 på  onsdagar, 1923-1925 åter på  torsdagar- Sedan kom tidningen på veckosluten 1926 -1935 lördagar och slutligen 1936-1965 på söndagar. Sidantal  var 4 till 1910 sedan 8 sidor till 1935, utom 1915 då 12 sidor förekom. Från 1940 hade tidningen 16 sidor. Upplaga för tidningen var 10 000 inledningsvis,  störst 1931 med 23000 exemplar. Upplagesiffror saknas efter 1934. Pris för tidningen var 2 kr 1900, sedan det högre 7 kr 1921 efter kriget. 1933  hade priset fallit till 5,50 kr. Till tidningens nedläggning 1965 ökade  priset till 20 kr.